# Pfarrkirche Haugschlag

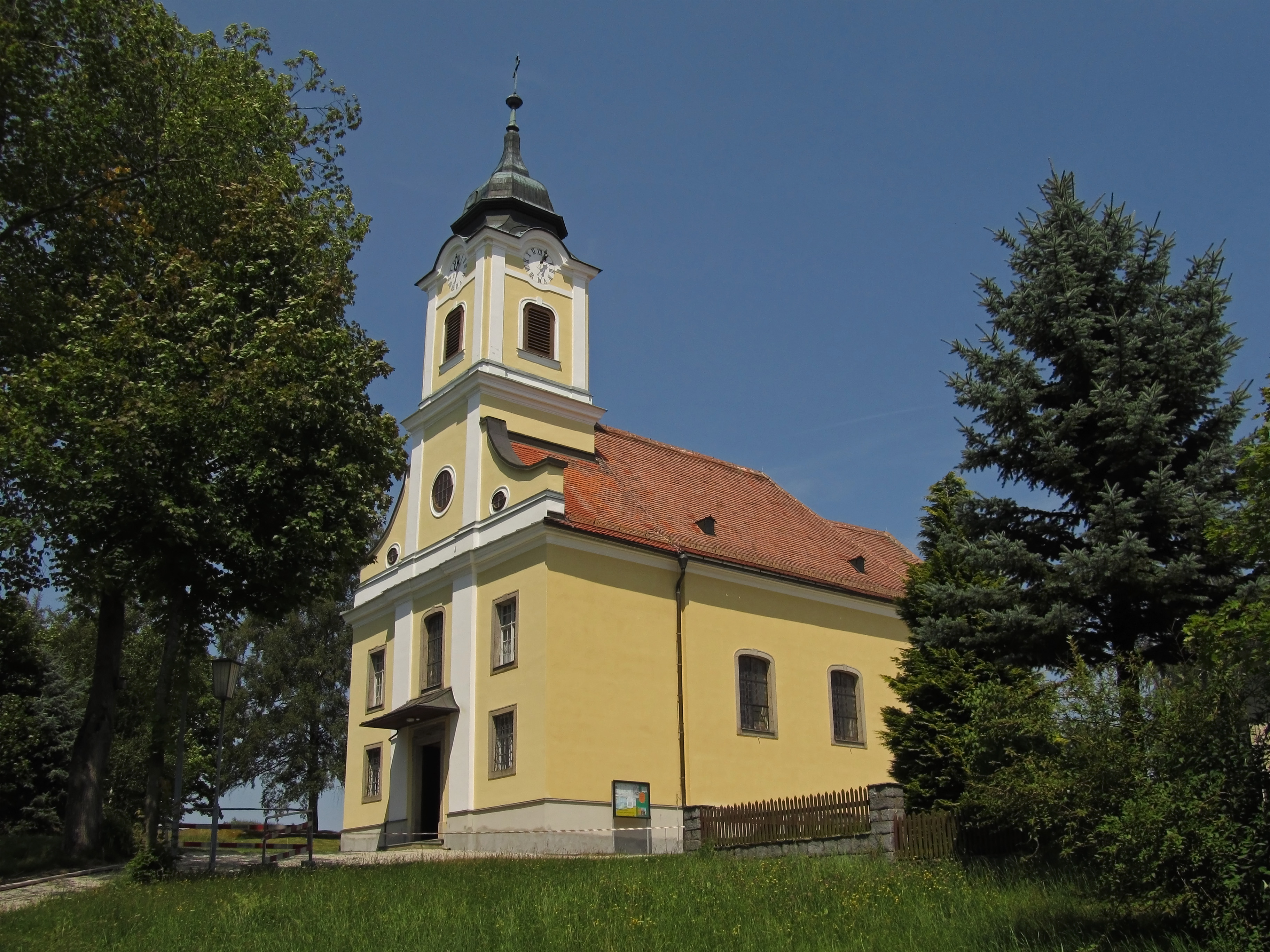
Pfarrkirche Kreuzerhöhung in Haugschlag

Die römisch-katholische Pfarrkirche Haugschlag steht im Ort Haugschlag in der Gemeinde Haugschlag in Niederösterreich. Die Pfarrkirche Kreuzerhöhung gehört zum Dekanat Gmünd in der Diözese St. Pölten. Die Kirche steht unter Denkmalschutz.

## Geschichte
Die Josephinische Saalkirche mit einem Südturm wurde 1787 fertiggestellt. Bereits 1784 wurde die Kirche zur Pfarrkirche erhoben. 1902 erfolgte eine Renovierung des Gebäudes.

## Architektur
Die Kirche steht erhöht an einer Geländestufe im Norden des Ortes neben einem Granitschalenstein. An das dreiachsige Langhaus schließt ein fünfseitiger eingezogener Chor an. Die Kirche hat Flachbogenfenster und ein Abschlussgesims. Links am Chor ist ein Sakristeianbau. Der oben quadratische Turm mit einem Zwiebelhelm ist Teil der im Südwesten dem Langhaus vorgestellten Giebelfassade mit einer dreigeschoßigen Lisenengliederung und einem Rechteckportal.
Das Kircheninnere zeigt ein weites Langhaus und den Chor unter Flachdecken über einem Kehlgesims. Das Langhaus hat je zwei gedoppelte Pilaster, die Saalecken sind ausgerundet. Der eingezogene Triumphbogen ist gedrückt auf Pilastern. Die Orgelempore steht auf zwei Pfeilern. Die Glasmalerei Isidor und Joseph im Chor ist aus 1953.

## Ausstattung
Der Hochaltar als halbkreisförmiger offener Säulentempietto aus marmorierten Holz über einer freistehenden Mensa mit einem Tabernakel ist aus dem Ende des 18. Jahrhunderts. Er trägt eine Kreuzigungsgruppe um 1780, welche aus der ehemaligen Dominikanerkirche Krems hierher übertragen wurde. Es gibt barocke Schnitzfiguren Rochus und Sebastian aus der 2. Hälfte des 18. Jahrhunderts. Es gibt zwei Türflügel eines ehemaligen Heiligen Grabes mit einer Ölmalerei Emmausgang um 1800. Der Taufstein aus marmoriertem Holz trägt eine Figurengruppe Taufe Christi mit Gottvater (um 1800). Die Kreuzwegbilder entstanden um 1800.
Das spätbarocke Orgelgehäuse mit 13 Registern beinhaltet ein Werk des Orgelbauers Philipp Eppel (1953).

## Pfarrhof
Der eingeschoßige Pfarrhof unter einem Walmdach südlich der Kirche wurde von 1785 bis 1787 erbaut und hat josephinische Fensterkörbe.